# Oxaliplatin
Oxaliplatin là thuốc thuốc nhóm platinum-base chống phân bào sử dụng điều trị ung thư trong hóa trị.

## Phát hiện và cấu trúc
Oxaliplatin được tìm ra vào năm 1976 tại Đại học Nagoya City University nhờ giáo sư Yoshinori Kidani, được cấp bằng sáng chế U.S. Patent 4,169,846 vào năm 1979. Oxaliplatin được đưa ra cấp phép cho Debiopharm và sử dụng điều trị ung thư trực tràng. Debio cấp phép cho Sanofi-Aventis vào 1994. Eloxatin được châu Âu chấp thuận vào năm 1996 (đầu tiên là ở Pháp) và U.S. Food and Drug Administration (FDA) chấp nhận vào năm 2002.